# پوندورف
پوندورف (به آلمانی: Pöndorf) یک منطقهٔ مسکونی در اتریش است که در ناحیه وکلابروک واقع شده‌است. پوندورف ۵۱ کیلومتر مربع مساحت دارد ۵۷۴ متر بالاتر از سطح دریا واقع شده‌است.